# Idiocera (Idiocera) californica
Idiocera (Idiocera) californica is een tweevleugelige uit de familie steltmuggen (Limoniidae). De soort komt voor in het Nearctisch gebied.